# Дубровское сельское поселение (Кировская область)
Дубро́вское сельское поселение — муниципальное образование (сельское поселение) в составе Белохолуницкого района Кировской области. Административный центр — посёлок Дубровка.

## История
Дубровское сельское поселение образовано 1 января 2006 года согласно Закону Кировской области от 07.12.2004 № 284-ЗО.

## Население
| 2010  | 2012  | 2013  | 2014  | 2015  | 2016  | 2017  |
| ----- | ----- | ----- | ----- | ----- | ----- | ----- |
| 1512  | ↘1466 | ↘1426 | ↘1375 | ↘1336 | ↘1283 | ↘1224 |
| 2018  | 2019  | 2020  | 2021  |       |       |       |
| ↘1142 | ↘1052 | ↘1013 | ↘948  |       |       |       |

## Состав
В состав сельского поселения входят 4 населённых пункта (население, 2010):
- посёлок Дубровка — 1491 чел.;
- деревня Антипята — 9 чел.;
- деревня Дерюши — 1 чел.;
- деревня Нагорена — 11 чел.